# Mictochroa parigana
Mictochroa parigana är en fjärilsart som beskrevs av William Schaus 1904. Mictochroa parigana ingår i släktet Mictochroa och familjen nattflyn. Inga underarter finns listade i Catalogue of Life.